# Hrvatska narodna stranka – liberalni demokrati
Hrvatska narodna stranka – liberalni demokrati hrvatska je parlamentarna politička stranka. Svjetonazorski je socijalno-liberalna i progresivna. Članica je Saveza liberala i demokrata za Europu.
Aktualni predsjednik stranke je Krunoslav Lukačić, od 27. listopada 2024. godine.

## Povijest
Današnja Hrvatska narodna stranka "posudila" je ime od povijesne Narodne stranke koju su 1841. godine (isprva pod imenom Ilirska stranka) utemeljili Ivan Mažuranić, Ivan Kukuljević Sakcinski i Ljudevit Gaj: bilo je riječ o stranci koja je zagovarala otpor germanizaciji i mađarizaciji, snažan nacionalni identitet koji se očituje kroz svijest o vlastitoj povijesti, književnosti i njegovanje narodnog jezika u obrazovanju i javnom životu, te izgradnju tada vrlo suvremenih političkih i društvenih institucija. 
Pozivajući se na takvu baštinu, suvremena Hrvatska narodna stranka je osnovana 13. listopada 1990. godine. U vodstvu se okupila ugledna skupina bivših najviših rukovodilaca Saveza komunista Hrvatske koja je 1971. godine predvodila tzv. Hrvatsko proljeće i koja je povodom toga bila utišana u unutarpartijskom obračunu: prvom predsjednicom HNS-a postaje Savka Dabčević-Kučar, a u uže rukovodstvo stranke ulaze Miko Tripalo, Dragutin Haramija, Srećko Bijelić, Krešimir Džeba, Ivica Vrkić, Slavko Meštrović i Radimir Čačić, koji nasljeđuje predsjedničko mjesto u stranci 1994. godine. Sve njih tada je okupila vizija Hrvatske koju HNS do danas zastupa – moderna, građanska država jednakopravnih i zadovoljnih građana. Od 2001. god. stranka je punopravna članica Stranke europskih liberala (ELDR).
Nakon izbora 2000. godine HNS sudjeluje u koalicijskoj vladi koju predvodi SDP. HNS vodi – po nekima – najuspješnije ministarstvo: tadašnji vođa HNS i ministar javnih radova, obnove i graditeljstva Radimir Čačić nakon četverogodišnjeg mandata Hrvatskoj ostavljaju više od 300 kilometara autocesta te tisuće stanova iz programa poticane stanogradnje. Otvaranju autoceste prisustvovala je i Savka Dabčević-Kučar, koja je još 1971. godine upozoravala na nužnost izgradnje cestovne infrastrukture u Hrvatskoj.
2000. godine vodstvo stranke preuzima Vesna Pusić. Pod njezinim vodstvom HNS stavlja naglasak na zagovaranje beskompromisne politike poštovanja ljudskih prava te izgradnju Hrvatske kao moderne građanske države, članice Europske unije. 2000. godine održani su i predsjednički izbori na kojima je HNS-ov kandidat Stjepan Mesić izabran za predsjednika Republike. Svojim djelovanjem – koji neki nazivaju "detuđmanizacijom" - Stipe Mesić je bitno promijenio imidž i političku kulturu Hrvatske.
Istovremeno, HNS 2001. godine postaje punopravnim članom Stranke europskih liberala (ELDR-a); Vesna Pusić je obnašala i dužnost potpredsjednica te stranke od 2006. do 2012. godine.
Na hrvatskim parlamentarnim izborima 2003. osvaja HNS 15 od ukupno 152 zastupnička mjesta, međutim – sa SDP-om – ostaje u oporbi HDZ-u pod vodstvom Ive Sanadera. 
2005. HNS se ujedinjuje se s LIBROM – strankom koja je okupljala dio članstva i vodstva HSLS koji nisu pratili predsjednika HSLS-a Dražena Budišu u odluci da 2002. god. istupi iz koalicijske vlade; nakon tog ujedinjenja HNS dobiva dodatak imenu – liberalni demokrati. 
2008. godine vodstvo stranke ponovno preuzima Radimir Čačić, koji naglasak manje stavlja na pitanje ljudskih prava, a više na gospodarska pitanja. 
Vesna Pusić 2008. godine preuzima funkciju predsjednice HNS-ova Kluba zastupnika; ona je također izabrana i za predsjednicu Nacionalnog odbora za praćenje pregovora s Europskom unijom. 
Prva predsjednica HNS-a Savka Dabčević-Kučar preminula je 2009. godine.
Na hrvatske parlamentarne izbore 2011. HNS je izašao u pobjedničkoj koaliciji sa SDP-om, IDS-om i HSU-om. U aktualnoj (2014.) Vladi RH su 4 ministra iz kvote HNS-a – prva potpredsjednica Vlade i ministrica vanjskih i europskih poslova Vesna Pusić, ministar gospodarstva Ivan Vrdoljak, ministrica kulture Andrea Zlatar Violić i ministrica graditeljstva i prostornog uređenja Anka Mrak Taritaš. U Hrvatskom saboru, HNS-ov klub broji 15 saborskih zastupnika; na čelu Kluba je Jozo Radoš.
Naglasak na pitanja ljudskih prava prenosi Vesna Pusić i u rad Ministarstva vanjskih poslova RH, gdje je ministrica: Hrvatska tako u UN postaje jedna od 11 zemalja-članica LGBT Core Group, na negodovanje socijalno konzervativnijih grupa u društvu Hrvatske.
U ožujku 2012. godine za predsjednika HNS-a na 11. Izbornom saboru stranke ponovno je izabran Radimir Čačić, dok su za potpredsjednike stranke izabrani Vesna Pusić i Ivan Vrdoljak. Na 12. Izbornom saboru 23. ožujka 2013. za predsjednicu Hrvatske narodne stranke – liberalnih demokrata izabrana je Vesna Pusić. Specifičnost HNS-a, na koju je stranka ponosno ukazivala, je da su sva tri predsjednika (Savka Dabčević, Radimir Čačić i Vesna Pusić) blisko i prijateljski surađivala dajući si međusobnu podršku u izgradnji stranke, ali i usmjeravanju hrvatske politike ka vrijednostima koje su kao pojedinci i stranka željeli ugraditi u vlastitu zemlju. To se u znatnoj mjeri promijenilo u siječnju 2014. godine, kada je Radimir Čačić – jedan od osnivača i bivši predsjednik stranke – izbačen iz stranke odlukom Predsjedništva HNS-a, uz obrazloženje da njegove političke aktivnosti štete stranci. Radimir Čačić postao je predsjednikom nove stranke nazvane Narodna stranka – Reformisti koja je na hrvatskim parlamentarnim izborima 2016. osvojila jedan mandat.
HNS danas ima više od 45 tisuća članova (stanje 2012. god.), organizacije u svim županijama i 496 podružnica u gradovima i općinama. 
U stranci djeluje i više od 20 interesnih odbora u kojima članovi, u skladu s vlastitim znanjima i interesima, sudjeluju u formiranju stranačkih programa. Posebno aktivni su Mladi HNS-a te Ženska inicijativa. 2005. godine osnovana je HNS-ova Politička akademija u kojoj su se dosad obrazovale tisuće članova. Stranka od 2004. godine dodjeljuje nagradu za najboljeg aktivista ili aktivisticu nazvanu po Krešimiru Džebi, jednom od osnivača HNS-a i aktivnom sudioniku u izgradnji kulture kvalitetnog i odgovornog promišljanja hrvatske sadašnjosti i budućnosti, na koju se baštinu HNS i nadalje poziva.
Nakon što je HNS odlučio u lipnju 2017. godine poduprijeti nestabilnu većinu HDZ-a, mnogi su članovi dobrovoljno izašli iz stranke (među njima i četvero zastupnika u Saboru), te se na čelu sa zastupnicom u Hrvatskom saboru Ankom Mrak Taritaš utemeljili novu stranku Građansko-liberalni savez (GLAS).

## Izborni rezultati
| Izbori | U koaliciji s      | Broj birača        | %                  | Broj zastupnika u saboru | Promjena   | Dio Vlade?             |
| Izbori | U koaliciji s      | (cijela koalicija) | (cijela koalicija) | (samo HNS)               | (samo HNS) | (samo HNS)             |
| ------ | ------------------ | ------------------ | ------------------ | ------------------------ | ---------- | ---------------------- |
| 1992.  |                    | 176 214            | 6,69               | 6 / 151                  | 6          | Oporba                 |
| 1995.  | HSS-IDS–HKDU–SBHS  | 441 390            | 18,26              | 2 / 151                  | ▼ 4        | Oporba                 |
| 2000.  | HSS-IDS-LS-ASH     | 432 527            | 14,70              | 2 / 151                  | ▬          | Vlada                  |
| 2003.  |                    | 198 781            | 8,02               | 10 / 152                 | 8          | Oporba                 |
| 2007.  |                    | 168 440            | 6,80               | 7 / 153                  | ▼ 3        | Oporba                 |
| 2011.  | Kukuriku koalicija | 958 318            | 40,72              | 14 / 151                 | 7          | Vlada                  |
| 2015.  | Hrvatska raste     | 742 909            | 33,38              | 9 / 151                  | ▼ 5        | Oporba                 |
| 2016.  | Narodna koalicija  | 636 964            | 33,47              | 9 / 151                  | ▬          | Oporba (2016. – 2017.) |
| 2016.  | Narodna koalicija  | 636 964            | 33,47              | 9 / 151                  | ▬          | Vlada (2017. – 2020.)  |
| 2020.  |                    | 21 725             | 1,30               | 1 / 151                  | ▼ 8        | Potpora vladi          |
| 2024.  | HDZ-HSLS-HDS-HSU   | 729 864            | 34,42              | 1 / 151                  | ▬ 1        | Potpora vladi          |

| Izbori | Kandidat                 | Prvi krug    | Prvi krug  | Drugi krug   | Drugi krug | Rezultat |
| Izbori | Kandidat                 | Broj glasova | %          | Broj glasova | %          | Rezultat |
| ------ | ------------------------ | ------------ | ---------- | ------------ | ---------- | -------- |
| 1992.  | Savka Dabčević-Kučar     | 161 242      | 6,14 (3.)  |              |            | Poraz    |
| 1997.  | Vlado Gotovac            | 382 630      | 17,56 (3.) |              |            | Poraz    |
| 2000.  | Stjepan Mesić            | 1 100 671    | 41,11 (1.) | 1 433 372    | 56,01 (1.) | Pobjeda  |
| 2005.  | Stjepan Mesić            | 1 089 398    | 48,92 (1.) | 1 454 451    | 65,93 (1.) | Pobjeda  |
| 2010.  | Vesna Pusić              | 143 190      | 7,25 (5.)  |              |            | Poraz    |
| 2015.  | Ivo Josipović            | 687 678      | 38,46 (1.) | 1 082 436    | 49,26 (2.) | Poraz    |
| 2020.  | Kolinda Grabar-Kitarović | 507 628      | 26,98 (2.) | 929 707      | 47,34 (2.) | Poraz    |
| 2025.  | Dragan Primorac          | 314 663      | 19,59 (2.) | 380 752      | 25,32 (2.) | Poraz    |

| Izbori | U koaliciji s      | Broj birača        | %                  | Broj zastupnika u EP-u | Promjena   |
| Izbori | U koaliciji s      | (cijela koalicija) | (cijela koalicija) | (samo HNS)             | (samo HNS) |
| ------ | ------------------ | ------------------ | ------------------ | ---------------------- | ---------- |
| 2013.  | Kukuriku koalicija | 237 778            | 32,07              | 0 / 12                 | ▬          |
| 2014.  | Kukuriku koalicija | 275 904            | 29,93              | 1 / 11                 | 1          |
| 2019.  |                    | 27 958             | 2,60               | 0 / 12                 | ▼1         |

DIP

## Tijela stranke
- Sabor HNS-a – najviše programsko, statutarno i izborno tijelo HNS-a
- Središnji odbor HNS-a – najviše političko i programsko tijelo HNS-a
- Predsjedništvo HNS-a – najviše izvršno-političko tijelo

- Predsjednik (predsjednica) – rukovodi, predstavlja i zastupa HNS, izvršava i provodi odluke nadležnih tijela HNS-a te odlučuje o tekućim poslovima vezanim uz neposredno upravljanje Strankom.
- Potpredsjednici  – HNS ima dvoje potpredsjednika koje bira Sabor HNS-a
- Glavni tajnik – bira ga Središnji odbor HNS-a na prijedlog predsjednika
- Nadzorni odbor – ocjenjuje jesu li odluke i rad tijela i dužnosnika u suglasnosti sa zakonima i drugim propisima RH te da li se sredstvima Stranke raspolaže zakonito, uredno i namjenski.

## Struktura stranke
Hrvatska narodna stranka je organizirana prema teritorijalnom načelu te takvu organizaciju čine:
- Regionalni savez – povezuje županijske organizacije HNS-a sukladno zemljopisnim, povijesnim, gospodarskim, kulturološkim i drugim tradicionalnim osobitostima hrvatskih regija

1. Središnje-hrvatski regionalni savez
2. Dalmatinski regionalni savez
3. Istarsko-primorsko-goransko-ličko-senjski regionalni savez
4. Sjeverozapadno-hrvatski regionalni savez
5. Slavonsko-baranjski regionalni savez

- Županijska organizacija – ustrojava se na području županije; HNS ima 21 županijsku organizaciju
- Podružnica – temeljna organizacijska jedinica HNS-a koja se osniva za područje općine ili grada
- Ogranak – osniva se na području mjesne samouprave ili općine u kojoj nema podružnice

## Vanjske poveznice
- Službene stranice stranke
- Stranica stranke na Facebooku